# Cardasianos
Los cardasianos son una raza extraterrestre en el universo de ficción de la serie televisiva Star Trek. La Unión Cardasiana fue introducida en el episodio "Los heridos" de la serie Star Trek: La nueva generación. Los cardasianos juegan un rol principal en la historia de Star Trek: Espacio profundo 9. El planeta hogar de los cardasianos es Cardasia Prime en el Cuadrante Alfa.

## Biología
Los cardasianos son humanoides de ascendencia reptiliana, razón por la que odian el frío y pueden soportar altas temperaturas. Tienen unos distintivas crestas arqueadas que conectan sus hombros con la parte superior de su nuca. También tienen crestas en los lados de la frente, alrededor de la parte superior y lateral de los ojos, y pequeñas protuberancias en el mentón y debajo de la nariz. En la parte central de la frente tienen un rasgo de forma semejante a una cuchara, que empieza en la punta de la nariz. Esto último les ha valido el apodo de "cabezas de cuchara". Esta forma de cuchara se encuentra también en su pecho. Su piel es de color grisáceo, y su pelo café oscuro o negro. Sus ojos son generalmente de color café oscuro.

## Historia
Cardasia Primera es gobernada desde tiempos inmemoriales por el Comando Central, una casta militar que mantiene un férreo control sobre la vida y las actividades de todos los ciudadanos del planeta. Con este fin, el Comando Central creó una agencia de inteligencia conocida como la Orden Obsidiana. Esta tomó vuelo propio y realizó acciones secretas que pusieron en juego el poder en Cardasia. La Orden Obsidiana fue considerada la mejor agencia de inteligencia del cuadrante: Sin embargo la orden encontró su fin cuando, conjuntamente con la agencia de inteligencia romulana Tal-Shiar, formaron una flota de naves D'deridex (aves de presa) y Keldon para atacar el planeta natal de los Fundadores. Resultó tratarse de una emboscada tendida por un cambiantes infiltrado en la Tal-Shiar, que, sabiendo de esos planes, pudieron aprovecharse de ellos para debilitar con éxito el poder tanto de Cardasia como de Romulus.
Dada la poca riqueza de recursos naturales de Cardasia Prime, en el siglo XXIII los cardasianos se habían expandido por la región invadiendo los planetas cercanos, incluido Bajor; un pequeño y muy rico planeta que había en esa parte del Cuadrante. Por esta razón el planeta fue presa de la ambición del Comando Central, que instaló una estación espacial, Terok Nor, para explotar los recursos del planeta. 
La resistencia de los bajoranos se manifestó en una guerra de guerrillas que durante cuarenta años puso en jaque al dominio cardasiano y, finalmente, logró la liberación de Bajor.
Inmediatamente después de la liberación, y por su poca experiencia espacial, los bajoranos solicitaron la asistencia de la Federación para conducir la estación espacial Terok-Nor, a la cual rebautizaron como Espacio Profundo 9. Con la llegada de los oficiales de la Flota Estelar se produjo el descubrimiento del agujero de gusano estable y la estación fue desplazada para tener control económico y estratégico del pasadizo y a su vez seguir brindando seguridad a Bajor.
La guerra contra la Federación fue otra etapa de la historia de este pueblo. Cruenta y breve, culminó en un tratado de alto el fuego y fijó una Zona Desmilitarizada. El tratado estableció la remoción de esa zona de varias colonias de la Federación, a lo cual se opusieron terminantemente los colonos de las mismas y formaron una organización terrorista, los maquis para luchar contra los cardasianos y formar un estado independiente. Posteriormente con la alianza de Cardasia con el Dominio, los Maquis fueron exterminados por completo.
Un tercer conflicto, esta vez con el Imperio Klingon, tuvo lugar poco antes de las Guerras del Dominio. Con la desaparición de la Orden Obsidiana, el gobierno militar perdió fuerza y los civiles lograron establecer un gobierno democrático, El Consejo de Detapa. Ante esta situación, el Alto Consejo Klingon dedujo erróneamente que este giro político en Cardasia había sido gestado por el Dominio y que los integrantes del nuevo gobierno eran cambiantes, por lo que decidieron que la Unión Cardasiana debía ser invadida para preservar la seguridad del Cuadrante Alfa. La invasión, y la guerra que siguió fueron condenadas por la Federación y las demás potencias, pero esto no contribuyó a terminar con el conflicto. Aunque todavía fuerte, la Unión Cardasiana fue desestabilizada por una serie de golpes de estado y perdió mucho -en términos de planetas, recursos, hombres y prestigio- a manos de los klingons. Ante está grave situación, Gul Dukat vio la posibilidad de hacer renacer a la Unión y en forma secreta decidió unir a Cardasia al Dominio.
A raíz de los acontecimientos narrados en la serie Star Trek: Espacio profundo 9, el Dominio firmó un armisticio con la Federación Unida de Planetas, el Imperio Romulano y el Imperio Klingon, reconociendo la derrota total y el abandono de toda posesión en el Cuadrante Alfa. Los cardasianos, liberados después de una insurrección generalizada contra el Dominio, se encontraron sin el gobierno del Comando Central, con una infraestructura devastada, la pérdida de recursos y territorio y una catástrofe demográfica motivada por la pérdida de varios centenares de millones de personas.

## Cultura
La cultura cardasiana, aunque muy variada, se desenvuelve esencialmente en torno a la gloria del Estado y de la Unión y del pensamiento que son los líderes del Cuadrante Alfa.. El ideal de todo cardasiano es el de una vida sacrificada al servicio del Comando Central. Uno de los ejemplos más claros de esta concepción es el sistema judicial cardasiano, según el cual en todo pleito el veredicto se conoce de antemano. El principio de un "pleito" según su cultura no es, como sucede con los humanos, buscar la verdad sobre un conflicto, sino demostrar la gloria del Estado, en un juicio donde el "acusado" deberá reconocer la potencia y la benevolencia del Comando Central delante del pueblo. Esta completa dedicación al Estado a menudo hace que pocos cardasianos se preocupen por las otras culturas mientras estas no interfieran con el interés de la Unión.
La ciencia, según la sociedad cardasiana, no tiene ningún interés en sí misma si no crea productos rápidamente utilizable, a menudo con fines militares. 
Por último, una de las cosas más importantes para un cardasiano es la familia, en la que se debe pensar antes que en sí mismo. Algunos hogares cardasiano son habitados por más de tres generaciones de la misma familia. Una de las tradiciones vinculada a este sentido es el "Shri-Tal", una ceremonia de transmisión de todos los secretos de un cardasiano a su hijo antes de su muerte, con el fin de que este pueda luchar contra los enemigos de la familia. Esta tradición viene del proverbio cardasiano, según el cual «nadie debería morir antes que sus enemigos».
Poco se conoce de su cocina, pero la salsa yamok y el alcohol de kanar, parecen ser de la preferencia de todos los cardasianos, como se puede ver en Espacio Profundo 9, cuando el exiliado Garak cena con el doctor Julian Bashir, todos los jueves. De la misma manera, conocemos un único juego cardasiano, el kotra, juego de estrategia e intrigas.

## Religión
Según averiguó Jean-Luc Picard estando prisionero de los cardasianos, eran un pueblo espiritual antes de que los militares tomaran el poder. La religiosidad cardasiana es tolerada, pero no apoyada, por el gobierno, y la mayoría de los cardasianos son ateos. 

### Cardasianos famosos
- Gul Dukat: jefe de la ocupación cardasiana en Bajor.
- Elim Garak: exiliado cardasiano, exmiembro de la Orden Obsidiana, y sastre de la estación espacial.
- Legado Damar: lugarteniente de Dukat en la guerra contra el Imperio Klingon. Jefe del Comando Central durante la Alianza contra el Dominio, y luego Jefe de la Resistencia Cardasiana contra el mismo Dominio.